# Castleconnell
Castleconnell (en irlandès Caisleán Uí Chonaill) és una vila d'Irlanda, al comtat de Limerick, a la província de Munster. Es troba als marges del riu Shannon a uns 11 kilòmetres de Limerick a pocs minuts de la frontera amb els comtats de Clare i Tipperary.

## Història
Les ruïnes del 'Castell de Connell' (actualment el castell d'una família anomenada Gunning), del qual deriva el nom de la vila, va ser construït en un aflorament rocós amb vistes a la corba del riu. Va ser destruïda en un setge per l'exèrcit del general Ginkel, lluitant en suport de l'Exèrcit de Guillem d'Orange al final del segle xvii. Fins i tot avui en dia una gran part de la muralla del castell es troba a uns quinze metres del castell. Hi ha un pont de vianants sobre el Shannon construït durant L'Emergència pel capità de l'exèrcit irlandès Carley Owens per connectar els comtats de Limerick i Clare. La propera Mountshannon House és un testimoni de John FitzGibbon, 1r comte de Clare, qui a finals de línia dura i impulsor de l'Acta d'Unió de 1800 per la qual es va abolir el parlament irlandès. La causa on van viure ell i els seus descendents fou cremada fins als fonaments per l'IRA en el 1920.

## Personatges il·lustres
- Bulmer Hobson (mort en 1968.)
- Andy Lee
- Pat Shortt
- Marcus Horan
- Paul Warwick